# Lev Grossman
Lev Grossman (26 de junho de 1969) é um romancista e crítico literário norte-americano.
Formou-se nas universidades de Harvard e Yale e tem escrito diversos artigos para diversos periódicos: New York Times, Salon.com, Wired, Língua Franca, Entertainment Weekly, Time Out New York, The Wall Street Journal e The Village Voice.

## Obras
| Ano  | Título original     | Título no Brasil | Título em Portugal |
| ---- | ------------------- | ---------------- | ------------------ |
| 1997 | Warp                |                  |                    |
| 2004 | Codex               |                  | O Códice Secreto   |
| 2009 | The Magicians       | Os Magos         | Os Mágicos         |
| 2011 | The Magician King   | O Rei Mago       |                    |
| 2014 | The Magician's Land |                  |                    |